# Canzone sbagliata
Canzone sbagliata è un singolo del rapper italiano Danti, pubblicato il 3 aprile 2020.

## Descrizione
Il brano ha visto la partecipazione del cantautore italiano Luca Carboni e del rapper italiano Shade. Contiene citazioni di personaggi storici come Gianni Morandi, Mahatma Gandhi, Benito Mussolini e Cristoforo Colombo.
Reso disponibile inizialmente solo in download digitale, il 3 luglio 2020 viene inserito nella raccolta di Radio Italia Radio Italia Summer Hits 2020.

## Video musicale
Il videoclip, diretto dallo stesso interprete insieme a Flavio Caruso e Maccio Capatonda, è stato reso disponibile il 3 aprile 2020 tramite YouTube. Il video mostra i tre cantanti in videochat da casa loro.

## Tracce
Testi di Antonio Filippelli, Daniele Lazzarin, Lorenzo Urciullo, Luca Carboni e Vito Ventura, musiche di Enrico Cremonesi e Yves Agbessi.
1. Canzone sbagliata (feat. Luca Carboni & Shade) – 2:59